# Dag-Hammarskjöld-Bibliothek
Die Dag-Hammarskjöld-Bibliothek (offiziell Dag Hammarskjöld Library) ist eine Bibliothek, die sich im Hauptquartier der Vereinten Nationen in New York City befindet. Benannt ist sie nach dem schwedischen Politiker und Friedensnobelpreisträger Dag Hammarskjöld, dem zweiten Generalsekretär der Vereinten Nationen. Die Bibliothek hat als Spezialbibliothek per Mandat das Ziel, die Informationsbedürfnisse der Mitarbeiter der Mission und des Sekretariats zu bedienen. Dafür sammelt sie Publikationen von und über die Vereinten Nationen und teilweise auch der Sonderorganisationen. Die Dag-Hammarskjöld-Bibliothek leitet das weltweite Bibliothekssystem der UN.
Die Bibliothek wurde 1946 unter dem Namen United Nations Library gegründet, über das Gesetzgebungs-Mandat wurde am 28. September 1949 abgestimmt. Später benannte sich die Bibliothek in United Nations International Library um. Für den Bau eines neuen Bibliotheksgebäudes spendete die Ford Foundation 6,2 Mio. US-Dollar. Kurz nach dem Unfalltod von Dag Hammarskjöld wurde die Bibliothek am 16. November 1961 in Dag Hammarskjöld Library umbenannt.
Zum Bestand der Bibliothek gehört die Woodrow-Wilson-Sammlung über den Völkerbund. Die Sammlung wurde der Bibliothek 1950 von der Woodrow Wilson Foundation übergeben. Auch etwa 200 Aufzeichnungen von Interviews bekannter Persönlichkeiten und über 9800 Zeitschriften sind einsehbar. Ferner gehören zur Bibliothek eine umfangreiche Kartensammlung mit über 80.000 Karten sowie Atlanten, Reiseführer und andere geographische Nachschlagewerke und ein großer Bestand an rechtlicher und wissenschaftlicher Literatur.